# ماندریوا
ماندریوا (انگلیسی: Mandriva) شرکت نرم‌افزار فرانسوی است، که در سال ۱۹۹۸ تأسیس شد 